# Kristiansund (miasto)
Kristiansund – miasto w zachodniej Norwegii, położone w okręgu Møre og Romsdal, siedziba gminy Kristiansund, liczące około 18 292 mieszkańców (2018).